# La Légende de la nonne
Pistes de Je me suis fait tout petit
Les croquants
(5) Le nombril des femmes d’agents
(7)
La Légende de la nonne est un poème de Victor Hugo daté de 1828, paru dans le recueil Odes et Ballades. Il est mis en musique et chanté sous le même titre par Georges Brassens en 1956, sur l'album Je me suis fait tout petit.

## Thème du poème
Le poème raconte, d'un ton narquois, une légende espagnole selon laquelle la jeune et belle Padilla del Flor, jeune fille chaste originaire d'Alange (près de Mérida en Estremadure), devient nonne en prenant le voile à Tolède, mais tombe immédiatement amoureuse d'un brigand (dont le nom n'est pas cité), malgré la laideur de celui-ci. Elle lui donne rendez-vous la nuit au pied de la statue de sainte Véronique. Mais lorsque les amants se rencontrent, Dieu les foudroie.
Saint Ildefonse, dit Hugo, a exigé que l'on raconte cette légende aux jeunes novices afin de les détourner de la tentation de l'amour physique.

## Adaptation et mise en musique par Georges Brassens
La chanson figure dans l'album de Georges Brassens Je me suis fait tout petit, paru en 1956, et dure 3 min 8 s. Il n'a retenu que neuf strophes parmi les vingt-quatre que contient le poème. Elle comporte donc neuf couplets de huit vers, les six premiers pour le couplet et les deux derniers formant le refrain : 

« Enfants, voici des bœufs qui passent
Cachez vos rouges tabliers. »

 soit 72 vers au total.
Comme les vers riment entre eux, les vers - 3 et - 4 en partant de la fin ont toujours la même rime en « ier » (hallier, cavalier, peuplier, etc.) et « assent » (s'entassent, embrassent, pourchassent, pleurassent, etc.) que ceux des deux dernières rimes de chaque strophe.

### Reprises
- 1960 : Barbara reprend La légende de la nonne sur l'album Barbara chante Brassens.
- 1974 : Gigliola Cinquetti.
- 1996 : Renaud la chante sur l'album Renaud chante Brassens.